# Oyedaea verbesinoides
Espèce
Oyedaea verbesinoides est une espèce de plantes à fleurs de la famille des Asteracées.

## Distribution
Elle est présente en Colombie, au Costa Rica, au Panama et au Venezuela.